# 諸橋轍次
諸橋 轍次（もろはし てつじ、1883年〈明治16年〉6月4日 - 1982年〈昭和57年〉12月8日）は、日本の漢学者・漢字学者。号は止軒。学位は、文学博士。東京文理科大学名誉教授。都留短期大学学長・都留文科大学初代学長を歴任。大著『大漢和辞典』、『広漢和辞典』（各・大修館書店刊）の編者代表として知られる。直江兼続の子孫を称した。

## 人物・生涯
新潟県南蒲原郡庭月村（後に四ツ沢村→森町村→下田村、現在の三条市庭月）の大庄屋の二男に生まれた。1908年に東京高等師範学校を卒業後、漢学の教員として同校に勤める。青年時代には中国に留学したが、このときに満足できる辞書がなかったことが、後の『大漢和辞典』の製作に繋がっていった。
1925年、大修館の鈴木一平が諸橋のもとを訪れ、全漢字を網羅した「漢和辞典」の構想を持ちかけられる。この『大漢和辞典』の本格的な製作は1929年から始まった。
1929年1月に文学博士を授与される。博士論文の題は「儒学の目的と宋儒(慶暦至慶元百六十年間)の活動」。1930年、東京文理科大学教授となる。 1943年、『大漢和辞典』第1巻が完成し、これにより翌年に朝日賞を受賞した。しかし1945年、東京大空襲で大修館が罹災し、組み上がっていた印刷用の版が全て溶けてしまったため、太平洋戦争後、完成していた巻と校正刷りをもとに再スタートを切った。
1946年、諸橋は長年の無理が祟って右目を失明、左目も明暗がやっとわかる程度にまで悪化し、1955年に右目の開眼手術を受けた。
1948年、國學院大學文学部教授となるも翌年退任した。1957年、都留文科短期大学学長に就任し、2年後に退任した。1960年、短期大学の四年制大学への移行と同時に初代学長として就任、同職を1964年まで務めた。
1960年、『大漢和辞典』全13巻が完成した。この功績により1965年、文化勲章を受章した。『大漢和辞典』は数十年にわたり修訂し刊行された。
1972年に『中国古典名言事典』（講談社、のち講談社学術文庫、各・多数重版）、1975年-1977年に『著作集』（全10巻 大修館書店）が刊行された。
1982年11月、大漢和の縮小版『広漢和辞典』を刊行し、同年の12月8日に99歳で大往生した。

## 顕彰
1962年、下田村名誉村民。1992年、三条市は諸橋轍次記念館を開設したほか、三条市名誉市民として顕彰している。2018年9月30日には第1回の「諸橋轍次記念漢字文化理解力検定」実施を公表している。

## 受賞・栄典
位階
- 1945年（昭和20年）10月30日 - 正三位[7]

勲章
- 1941年（昭和16年）11月11日  - 勲二等瑞宝章[8]
- 1976年：勲一等瑞宝章を受章[1]。

## 家族・親族
- 建部遯吾(社会学者)は従兄にあたる。(諸橋轍次の父安平の兄慶三郎の子が建部遯吾)
- 三男の諸橋晋六は三菱商事社長・会長を経て静嘉堂文庫理事長も務めた。
- 上杉景勝の重臣、直江兼続の子孫を称しているが、真偽は不明である。
- 娘婿松島良雄は愛媛大学教授ほか。

## 著作

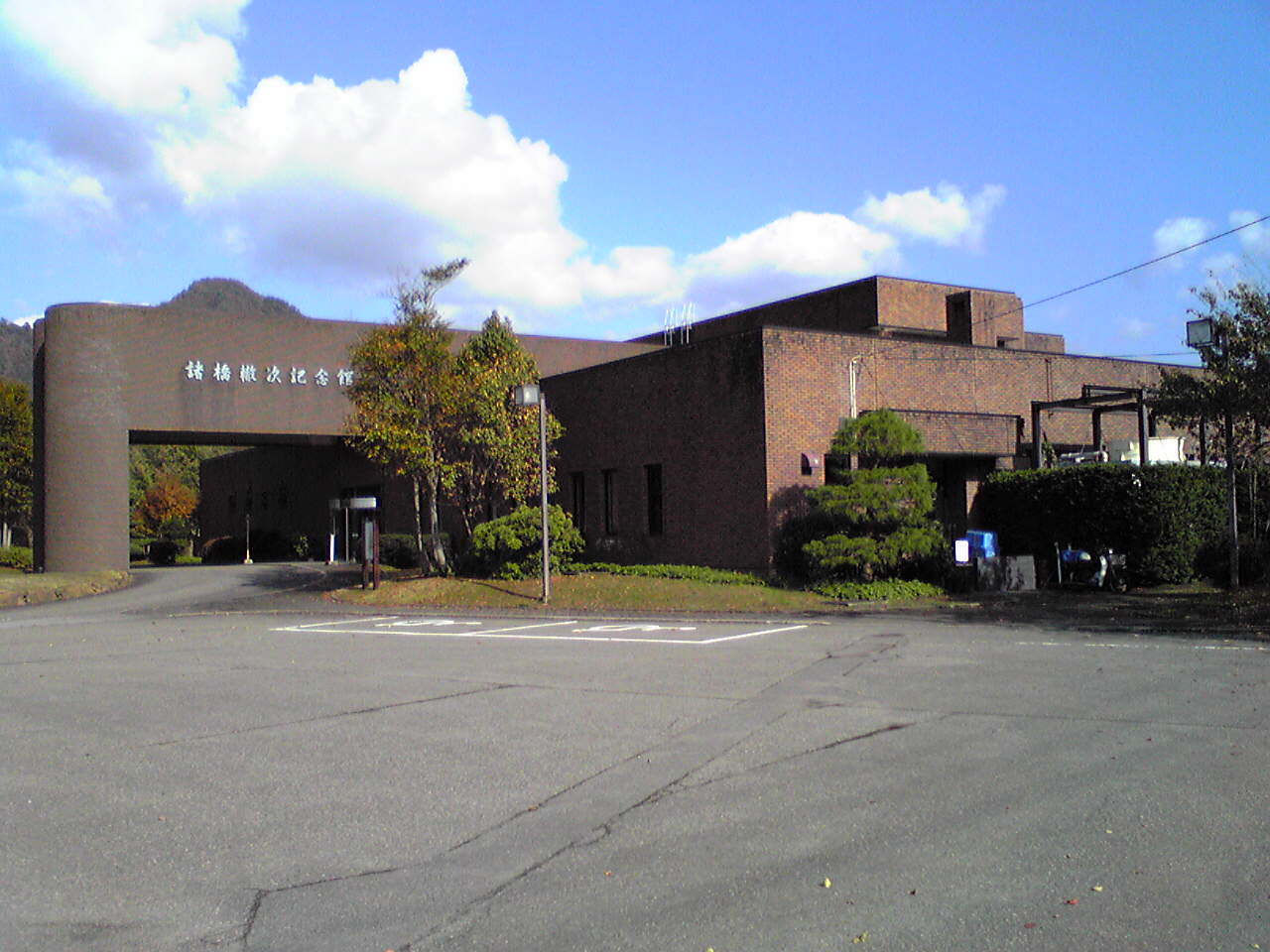
諸橋轍次記念館（新潟県三条市庭月）

### 単著
- 『詩経研究』目黒書店、1912年11月。
- 『儒学の目的と宋儒慶暦至慶元百六十年間の活動』大修館書店、1929年10月。
- 『名及び名実論』東京文理科大学〈東京文理科大学文科紀要 第4巻〉、1931年9月。
- 『経史八論』関書院、1933年1月。
- 『新論語講話』章華社、1934年6月。
- 『経学研究序説』目黒書店、1936年10月。
- 『論語人物考』春陽堂書店〈論語講座 研究篇〉、1937年5月。
- 『本を努めよ』目黒書店、1938年10月。
- 『游支雑筆』目黒書店、1938年10月。
  - 『遊支雑筆』小島晋治監修、ゆまに書房〈大正中国見聞録集成 第9巻〉、1999年5月。ISBN 978-4897146737。
- 『支那の家族制』大修館書店、1940年5月。
- 『儒教講話』目黒書店、1941年7月。
- 『支那の文化と現代』皇国青年教育協会、1942年12月。
- 『経史論考』清水書店、1945年5月。
- 『儒教の諸問題』不昧堂書店、1948年9月。
- 『孔子と老子』清水書店、1952年。
- 『掌中論語の講義』大修館書店、1956年2月。
- 『漢字漢語談義』大修館書店、1961年9月。
  - 『漢字漢語談義』（新装版）大修館書店、1989年5月。ISBN 978-4469230611。
- 『荘子物語』大法輪閣、1964年5月。
  - 『荘子物語』講談社〈講談社学術文庫 848〉、1988年10月。ISBN 978-4061588486。
- 『中国人の知恵 乱世に生きる』講談社現代新書 55、1965年9月。ISBN 978-4061154551。
  - 『中国人の知恵 乱世に生きる』（改訂版）講談社現代新書 322、1973年6月。ISBN 978-4061157224。
  - 『乱世に生きる　中国人の知恵』講談社学術文庫 1514、2001年9月。ISBN 978-4061595149。
- 『古典のかがみ 論語三十三章』広池学園出版部〈れいろうブックス〉、1965年12月。
- 『続・古典のかがみ』広池学園出版部〈れいろうブックス〉、1969年1月。
- 『十二支物語』大修館書店、1968年11月。
  - 『十二支物語』（新装版）大修館書店、1988年9月。ISBN 978-4469230499。
- 『如是我聞孔子伝』大法輪閣、1969年7月。
- 『現代に生きる「大学」』広池学園事業部、1971年10月。
- 『老子の講義』大修館書店、1973年9月。
  - 『老子の講義』（新装版）大修館書店、1989年7月。ISBN 978-4469230673。
- 『論語の講義』大修館書店、1973年9月。
  - 『論語の講義』（新装版）大修館書店、1989年6月。ISBN 978-4469230628。
- 『孟子の話』広池学園出版部、1975年3月。
  - 『孟子の話 王道の学を現代に生かす』（新装版）廣池学園出版部、1981年12月。
- モラロジー研究所編集部 編『誠は天の道』廣池学園出版部、1979年5月。
  - 『誠は天の道 東洋道徳講話』（増補版）麗澤大学出版会、2002年11月。ISBN 978-4892054556。
- 『古典の叡知』講談社学術文庫 545、1981年6月。
- 『孔子・老子・釈迦「三聖会談」』講談社学術文庫 574、1982年9月。ISBN 978-4061585744。

### 共著
- 安井小太郎、小柳司気太、中山久四郎、諸橋轍次『経学史 付附録三種』松雲堂書店、1933年10月。
- 亘理章三郎、諸橋轍次、森本角蔵『教育勅語通解』金港堂書籍、1917年5月。
- 亘理章三郎、諸橋轍次、森本角蔵『戊申詔書通書』金港堂書籍、1917年12月。
- 諸橋轍次、原田種成『宋名臣言行録』明徳出版社〈中国古典新書 28〉、1972年2月。
- 諸橋轍次、中村元『対談 東洋の心 日本の心の原点を探る』大修館書店、1976年5月。
- 諸橋轍次、中村元『対談 東洋の心』（新装版）大修館書店、1988年9月。ISBN 978-4469230505。
- 塩谷温、諸橋轍次、宇野哲人『大学新釈 孝経・大学・中庸新釈』致知出版社、2005年12月。ISBN 978-4884747329。

### 編著
- 『春秋左氏伝人名索引』諸橋轍次編纂・白橋康秀校正、1928年5月。

### 作品集等

#### 諸橋轍次著作集
編者代表は鎌田正、米山寅太郎
- 『著作集 第1巻 儒学の目的と宋儒慶暦至慶元百六十年間の活動』大修館書店、1975年6月。
- 『第2巻 経学研究序説、詩経研究』大修館書店、1976年9月。
- 『第3巻 経史論考』大修館書店、1975年12月。
- 『第4巻 支那の家族制、儒教講話』大修館書店、1977年3月。
- 『第5巻 論語の講義、現代に生きる『大学』』大修館書店、1976年3月。
- 『第6巻 如是我聞孔子伝、如是我聞孔子伝拾遺、論語と私、論語心講』大修館書店、1976年12月。
- 『第7巻 論語人物考、論語に関する故事逸話、孔子と老子』大修館書店、1977年6月。
- 『第8巻 老子の講義、荘子物語、孟子の話』大修館書店、1976年6月。
- 『第9巻 遊支雑筆、十二支物語、漢字漢語談義』大修館書店、1975年9月。
- 『第10巻 古典のかがみ、続・古典のかがみ、止軒詩艸、回顧、教育・随想、対談・挨拶、序・跋等』大修館書店、1977年9月。

#### 諸橋轍次選書
- 『諸橋轍次選書1 如是我聞孔子伝 上』大修館書店、1990年3月。ISBN 978-4469120516。
- 『2 如是我聞孔子伝 下』大修館書店、1990年3月。ISBN 978-4469120523。
- 『3 孟子の話』大修館書店、1989年9月。ISBN 978-4469120530。
- 『4 荘子物語』大修館書店、1989年4月。ISBN 978-4469120547。
- 『5 現代に生きる大学』大修館書店、1989年6月。ISBN 978-4469120554。
- 『6 古典のかがみ』大修館書店、1989年11月。ISBN 978-4469120561。

### 辞書類

#### 大漢和辞典
- 『大漢和辞典』全13巻、大修館書店、1955年11月-1959年12月。
  - 「縮写版」全13巻、大修館書店、1966年5月-1968年5月。
  - 「修訂版」全13巻、大修館書店、1984年4月-1986年4月。
  - 「修訂第2版」全14巻、大修館書店、1989年4月-1990年4月。
  - 「補巻」鎌田正、米山寅太郎編、大修館書店、2000年4月。
  - 「デジタル版」大修館書店、2018年11月。

#### 新漢和辞典
- 『新漢和辞典』大修館書店、1963年2月。
  - 『新漢和辞典』（改訂版）大修館書店、1967年1月。
  - 『新漢和辞典』（3訂版）大修館書店、1973年3月。
  - 『新漢和辞典』（4訂版）大修館書店、1975年12月。

#### 中国古典名言事典
- 『中国古典名言事典』講談社、1972年11月。
  - 『中国古典名言事典』講談社学術文庫 397、1979年3月。ISBN 978-4061583979。
  - 『中国古典名言事典』（座右版）講談社、1993年5月。ISBN 978-4061232921。
  - 『中国古典名言事典』（新装版）講談社、2001年11月。ISBN 978-4062653299。

#### 広漢和辞典
- 『広漢和辞典』全4巻、大修館書店、1981年11月-1982年10月。

### 関連書籍
- 『諸橋博士古稀祝賀記念論文集』諸橋轍次先生古稀祝賀記念会、1953年10月。

## 回想・伝記、出典
- 諸橋轍次『誠は天の道 東洋道徳講話』（麗澤大学出版会、2002年）-「私の履歴書」を収む
- 鎌田正『大漢和辞典と我が九十年』（大修館書店、2001年）- 門下生の回想
- 『東方学回想 III 学問の思い出〈1〉』（刀水書房、2000年）- 門下生らと座談会での回想
- 「漢学の里・諸橋轍次記念館」編『諸橋轍次博士の生涯』（新潟県南蒲原郡下田村役場、発売元・大修館書店、1992年） ISBN 4-469-23085-5
- 原田種成『漢文のすゝめ 諸橋－「大漢和」編纂秘話』（新潮選書、1992年）ISBN 4-10-600428-3
- 岡本文良・高田勲『ことばの海へ雲にのって 大漢和辞典をつくった諸橋轍次と鈴木一平』（PHP研究所、1982年）ISBN 4-569-28178-8、児童向け著作